# Earle Wells
Earle Leonard Wells (Auckland, 27 oktober 1933 – Whakatane, 1 oktober 2021) was een Nieuw-Zeelands zeiler.
Wells won tijdens de Olympische Zomerspelen 1964 de gouden medaille in de Flying Dutchman.
Wells was erg dicht bij selectie voor de vier met stuurman voor de Olympische Zomerspelen 1960.

## Resultaten

### Olympische Zomerspelen
| Jaar | Plaats | Resultaten             |
| ---- | ------ | ---------------------- |
| 1964 | Tokio  | Flying Dutchman klasse |

1960: Bjørn Bergvall / Peder Lunde ·
1964: Helmer Pedersen / Earle Wells ·
1968: Iain MacDonald-Smith / Rodney Pattisson ·
1972: Christopher Davies / Rodney Pattisson ·
1976: Eckart Diesch / Jörg Diesch ·
1980: Alejandro Abascal / Miguel Noguer ·
1984: William Carl Buchan / Jonathan McKee ·
1988: Christian Grønborg / Jørgen Bojsen-Møller ·
1992: Luis Doreste / Domingo Manrique